# Visione di sant'Antonio da Padova (Pittoni)
La Visione di Sant'Antonio da Padova, noto anche come Visione di sant'Antonio o Sant'Antonio con Gesù Bambino, è un dipinto a olio su tela (90,17 x 59,05 cm) realizzato nel 1730 dal pittore italiano Giovanni Battista Pittoni.
È stato acquisito dal San Diego Museum of Art della California nel 1948.

## Storia
Il dipinto è stato terminato nell'agosto del 1730 a Venezia, ed è esposto nella collezione permanente del San Diego Museum of Art in California (Stati Uniti) dal 1948.

### Esposizioni
- The Allure of La Serenissima: Eighteenth-Century Venetian Art (9/9/2010 - 1/2/2011)

## Descrizione
Poco prima di morire Antonio ottiene di ritirarsi in preghiera a Camposampiero, vicino a Padova, nel luogo che il signore del luogo, il conte Tiso, aveva affidato ai francescani, nei pressi del suo castello. Camminando nel bosco, Antonio nota un maestoso noce e gli viene l’idea di farsi costruire tra i rami dell’albero una specie di celletta. Il nobile Tiso gliela allestisce. Il santo passa così in quel rifugio le sue giornate di contemplazione, rientrando nell’eremo solo la notte. Una sera, il Conte si reca nella stanzetta dell’amico, quando, dalla porta socchiusa, vede sprigionarsi un intenso splendore. Temendo un incendio, spinge la porta e resta immobile davanti alla scena prodigiosa: Antonio stringe fra le braccia Gesù Bambino. Quando si riscuote dall’estasi e vede Tiso commosso, il santo lo prega di non parlare con nessuno dell’apparizione celeste. Solo dopo la morte del Santo il Conte racconterà quello che aveva visto.
L'opera ritrae il momento in cui sant'Antonio stringe fra le braccia Gesù bambino.

## Stile
L'opera ripete una composizione tra le più care e preziose del Pittoni, ripetendo un'opera che fu nella collezione di Marina Nani Donà a Venezia.
Ma nelle due opere ci sono differenze per il vigore dell'impianto, sostenuto da un modello largo e saldo, ma di pasta morbida, per la ancora contenuta effusione sentimentale dovrebbe essere realizzato nel 1930, mentre l'opera gemella di Vincenza veniva datata 1920-21.